# Катастрофа Ми-8 под Депутатским
Катастрофа Ми-8 под Депутатским — авиационная катастрофа, произошедшая 2 июля 2013 года с вертолётом Ми-8Т «Полярных авиалиний» в окрестностях посёлка Депутатский в Усть-Янском улусе Якутии, в результате которой погибли 24 человека.

## Вертолёт
Ми-8Т с бортовым номером 22657 (заводской — 8107) был выпущен Казанским вертолётным заводом 30 октября 1980 года. 27 ноября того же года вертолёт поступил в Нефтеюганском авиаотряде Тюменского управления гражданской авиации. К 1 апреля 2004 года он поступил в «Полярные авиалинии».

## Катастрофа
Вертолёт выполнял рейс 9949 по маршруту Депутатский — Казачье — Усть-Янск, а пилотировал его экипаж, состоящий из командира (КВС) Михаила Николаевича Белькова (налёт 4842 часа), второго пилота Иннокентия Бандерова и бортмеханика Михаила Слепцова. Всего на борту находились 25 пассажиров: 14 взрослых, 8 детей и 3 младенца.
В районе был туман и шёл дождь, но командир принял решение о взлёте и в 10:51 вертолёт вылетел из посёлка. Полёт в основном проходил в тумане в условиях ограниченной видимости. Когда сработала сигнализация опасного сближения с землёй, экипаж перевёл вертолёт в набор высоты и попытался перелететь возникшую на пути сопку. Но при перелёте вершины машина попала в нисходящий поток воздуха, что вызвало кренение, а затем хвостовой винт зацепил сопку. Ми-8 потерял управление и в 11:06 в 45 километрах северо-западнее Депутатского упал на склон сопки.
В 11:20 выжившему командиру удалось связаться с диспетчером и сообщить о происшествии. Со слов экипажа воздушное судно сгорело, погибли 19 человек (из 28 находившихся на борту). Из-за сложных метеоусловий место авиакатастрофы было найдено через полтора суток после аварии. Три пассажира, выжившие при падении вертолёта, умерли до прибытия спасателей. Было обнаружено только 4 выживших: все 3 члена экипажа и 1 пассажир — 17-летний мальчик